# Трихомонас вагиналис
Trichomonas vaginalis е паразит в половата система на мъжете и жените, който причинява заболяването трихомоноза. В предния край на клетката има вдлъбване – клетъчна уста, през която трихомонасът приема бактерии, червени кръвни клетки и други хранителни частици. Едноклетъчното може да поема хранителни вещества и през цялата си повърхност. В устройството на камшичестите и в начина им на живот се откриват белези на растения и белези на животни. Храненето на растителните камшичести доказва родствената връзка между растенията и животните. Най-вероятно фотосинтезиращите едноклетъчни са дали началото на съвременните едноклетъчни растения, от една страна, и на едноклетъчните животни, от друга.
Според Световната здравна организация годишно 160 милиона души по цял свят се заразяват с трихомоноза.